# AVEVA
AVEVA Group plc（剑维集团），又称剑维软件，英国軟體企業。该公司是根据英国政府及剑桥大学共同创办的CAD中心项目成立的IT咨询、软件商为主的集团。 2023年1月18日之前，該公司是倫敦證券交易所上市公司。

## 历史
AVEVA是1967年剑桥大学(University of Cambridge)CAD中心及英国政府技术部(Ministry of Technology)共同创办的FTSE 100大企业。
2017年，法国大企业施耐德电气合并AVEVA股份的60% ，施耐德一直是法国工业先锋之一，在19世纪末，曾是欧洲三大军火厂之一。英国工程软件公司Aveva同意与法国施耐德电气的软件业务合并。施耐德电气将支付Aveva每股约858便士，即5.5亿英磅的现金。这笔交易已创造一家价值超过50亿英镑的伦敦上市公司，总部将设在Aveva当前所在的剑桥。
至2021年，AVEVA剑维软件是“富时100英国公司”，享有7,000多位员工，已获130多个专利，拥有16,000家遍布全球的客户以及4,200家合作伙伴。其2020年的财年营收达到了约10亿欧元。
至2022年，施耐德电气与AVEVA Group PLC在(9月21日)宣布已达成协议，将收购尚未持有的AVEVA Group PLC40%的股份，股份价值合共逾94亿英镑。